# La Comelle
La Comelle est une commune française située dans le département de Saône-et-Loire, en région Bourgogne-Franche-Comté.

## Géographie

### Climat
Pour des articles plus généraux, voir Climat de la Bourgogne-Franche-Comté et Climat de Saône-et-Loire.
En 2010, le climat de la commune est de type climat océanique dégradé des plaines du Centre et du Nord, selon une étude du Centre national de la recherche scientifique s'appuyant sur une série de données couvrant la période 1971-2000. En 2020, Météo-France publie une typologie des climats de la France métropolitaine dans laquelle la commune est exposée à un climat océanique altéré et est dans une zone de transition entre les régions climatiques « Lorraine, plateau de Langres, Morvan » et « Centre et contreforts nord du Massif Central ».
Pour la période 1971-2000, la température annuelle moyenne est de 10,5 °C, avec une amplitude thermique annuelle de 16,8 °C. Le cumul annuel moyen de précipitations est de 1 038 mm, avec 13,3 jours de précipitations en janvier et 8,1 jours en juillet. Pour la période 1991-2020, la température moyenne annuelle observée sur la station météorologique de Météo-France la plus proche, « Autun », sur la commune d'Autun à 16 km à vol d'oiseau, est de 10,7 °C et le cumul annuel moyen de précipitations est de 857,2 mm. 
La température maximale relevée sur cette station est de 40 °C, atteinte le 12 août 2003 ; la température minimale est de −18,3 °C, atteinte le 20 décembre 2009,,.
Les paramètres climatiques de la commune ont été estimés pour le milieu du siècle (2041-2070) selon différents scénarios d'émission de gaz à effet de serre à partir des nouvelles projections climatiques de référence DRIAS-2020. Ils sont consultables sur un site dédié publié par Météo-France en novembre 2022.

## Urbanisme

### Typologie
Au 1er janvier 2024, La Comelle est catégorisée commune rurale à habitat très dispersé, selon la nouvelle grille communale de densité à sept niveaux définie par l'Insee en 2022.
Elle est située hors unité urbaine. Par ailleurs la commune fait partie de l'aire d'attraction d'Autun, dont elle est une commune de la couronne,. Cette aire, qui regroupe 42 communes, est catégorisée dans les aires de moins de 50 000 habitants,.

### Occupation des sols
L'occupation des sols de la commune, telle qu'elle ressort de la base de données européenne d’occupation biophysique des sols Corine Land Cover (CLC), est marquée par l'importance des territoires agricoles (84,8 % en 2018), une proportion sensiblement équivalente à celle de 1990 (84,7 %). La répartition détaillée en 2018 est la suivante : 
prairies (78,5 %), forêts (13,7 %), zones agricoles hétérogènes (6,3 %), zones urbanisées (1,1 %), eaux continentales (0,4 %). L'évolution de l’occupation des sols de la commune et de ses infrastructures peut être observée sur les différentes représentations cartographiques du territoire : la carte de Cassini (XVIIIe siècle), la carte d'état-major (1820-1866) et les cartes ou photos aériennes de l'IGN pour la période actuelle (1950 à aujourd'hui).

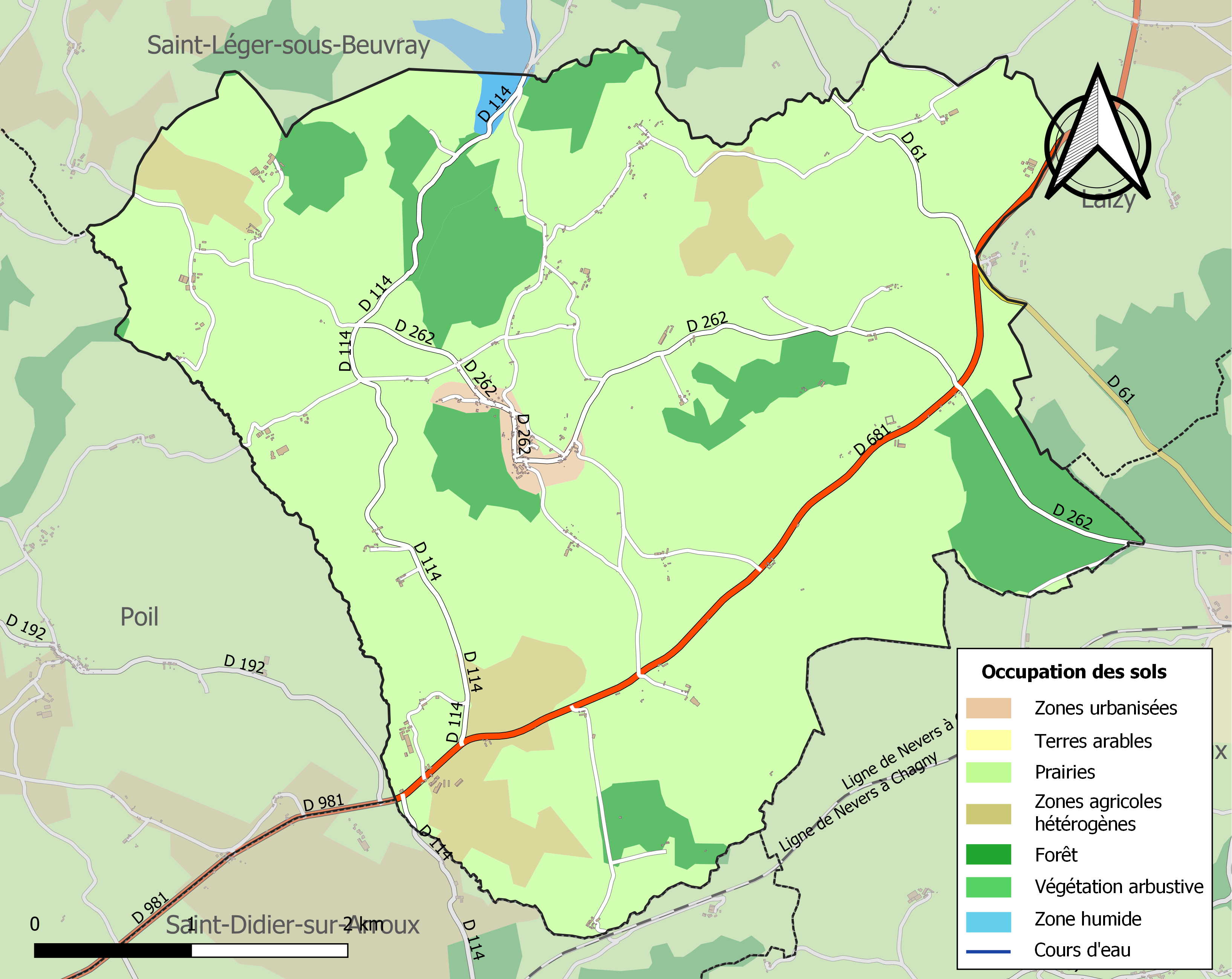
Carte des infrastructures et de l'occupation des sols de la commune en 2018 (CLC).

## Toponymie
Albert Dauzat associe ce toponyme aux Commelle, Courmelles, Courmelles y décelant le français colonne suffixé de -ellum (diminutif).

## Histoire
19 septembre 1901 : consécration par le cardinal Perraud, évêque d’Autun, de l’église de l’Assomption, construite par la fabrique de La Comelle avec les offrandes (finances et travaux) des habitants (une plaque en laiton, scellée à l’entrée de la chapelle Sainte-Radegonde, retrace la construction et la consécration de cette église).

## Politique et administration
| Période                                  | Période  | Identité             | Étiquette | Qualité        |
| ---------------------------------------- | -------- | -------------------- | --------- | -------------- |
| 2001                                     | 2020     | Jean-Camille Jeannin |           |                |
| 2020                                     | En cours | Alain d'Anglejan     |           | Cadre retraité |
| Les données manquantes sont à compléter. |          |                      |           |                |

## Démographie
L'évolution du nombre d'habitants est connue à travers les recensements de la population effectués dans la commune depuis 1793. Pour les communes de moins de 10 000 habitants, une enquête de recensement portant sur toute la population est réalisée tous les cinq ans, les populations de référence des années intermédiaires étant quant à elles estimées par interpolation ou extrapolation. Pour la commune, le premier recensement exhaustif entrant dans le cadre du nouveau dispositif a été réalisé en 2005.

En 2022, la commune comptait 248 habitants, en évolution de +11,71 % par rapport à 2016 (Saône-et-Loire : −1,06 %, France hors Mayotte : +2,11 %).
| 1793 | 1800 | 1806 | 1821 | 1831 | 1836 | 1841 | 1846 | 1851 |
| ---- | ---- | ---- | ---- | ---- | ---- | ---- | ---- | ---- |
| 609  | 640  | 550  | 666  | 645  | 742  | 753  | 841  | 870  |

| 1856 | 1861 | 1866 | 1872 | 1876 | 1881 | 1886 | 1891 | 1896  |
| ---- | ---- | ---- | ---- | ---- | ---- | ---- | ---- | ----- |
| 813  | 820  | 861  | 877  | 934  | 937  | 950  | 983  | 1 003 |

| 1901  | 1906 | 1911 | 1921 | 1926 | 1931 | 1936 | 1946 | 1954 |
| ----- | ---- | ---- | ---- | ---- | ---- | ---- | ---- | ---- |
| 1 014 | 915  | 846  | 726  | 683  | 610  | 570  | 522  | 437  |

| 1962 | 1968 | 1975 | 1982 | 1990 | 1999 | 2005 | 2006 | 2010 |
| ---- | ---- | ---- | ---- | ---- | ---- | ---- | ---- | ---- |
| 403  | 370  | 310  | 268  | 232  | 199  | 179  | 184  | 185  |

| 2015 | 2020 | 2022 | - | - | - | - | - | - |
| ---- | ---- | ---- | - | - | - | - | - | - |
| 215  | 247  | 248  | - | - | - | - | - | - |

## Culture locale et patrimoine

### Lieux et monuments
- L'église de l'Assomption, consacrée en 1901, dont le principal intérêt artistique réside dans ses vitraux historiographiés des familles notables du pays et par ses vitraux historiés néo-gothiques (plusieurs donnent le nom du maître-verrier : J. Bessac, à Grenoble). Son clocher tout en pierre de taille, de base octogonale, est couronné de la Couronne de la Vierge ; il abrite deux cloches fondues en 1881[20].
- La chapelle Sainte-Claire. Il s'agit surtout d'une fontaine surmontée d'un petit édifice. Ce lieu est très ancien.
- Divers châteaux, parmi lesquels le château du Jeu, élégant petit château doté de deux pavillons et de deux tours[21].
- Le lavoir au centre du village, édifié vers 1900, rénové en 2021[22].
- Le lieu-dit Maison de Bourgogne[23].

### Personnalités liées à la commune
- Jeanne Barret (1740-1807), première femme à accomplir un tour du monde. Déguisée en homme, elle se fit passer pour le valet de son compagnon Philibert Commerson, botaniste du voyage de Bougainville en 1766-1768. Son histoire est romancée dans les livres La Bougainvillée, de Fanny Deschamps (1982) et La Prisonnière des mers du Sud de Jean-Jacques Antier (2009).
- Pierre César Charles de Sercey, amiral né au château du Jeu.
- Lucien Labille, né à Dracy-Saint-Loup et décédé en 1940 à La Comelle, peintre en Morvan et instituteur du village.
- Sandrine Collette, née à Paris en 1970, docteur en sciences politique, écrivaine : Des nœuds d'acier (2012), Un vent de cendres (2014), Six Fourmis blanches (2015), Il reste la poussière (2016) Les Larmes noires sur la terre (2017), Juste après la vague (2018), tous parus chez Denoël. Elle a obtenu de nombreuses récompenses, comme le grand prix de littérature policière (Paris), le Prix du festival de Frontignan, Le Prix du festival de Villeneuve-lès-Avignon ainsi que le Prix littéraire des lycéens et apprentis de Bourgogne, le prix Landerneau…
- La Comelle sert de cadre géographique à l'intrigue du roman Trois de Valérie Perrin (2021).

## Pour approfondir